# Jildou Hoekstra
Jildou Hoekstra (oktober 2003) is een langebaanschaatsster uit Nederland.

## Carrière
Hoekstra begon met schaatsen op het natuurijs achter haar ouderlijk huis in Jislum, maar was tot haar veertiende ook actief in onder meer de sporten voetbal, korfbal en kaatsen. Omdat ze merkte dat ze daardoor te veel blessures opliep, besloot ze om zich alleen op het schaatsen te richten.
In februari 2019 eindigde Hoekstra, toen actief bij de Ferwerter Iisclub en Gewest Fryslân als derde op de 500m bij de Dames Junioren B op het NK Sprint. Naar eigen zeggen nam deze prestatie bij haar de twijfels weg ("It hat my de eagen iepene") die ze eerst ervoer over of ze wel goed genoeg was. Maart 2019 deed ze (als teamlid) namens het Dockinga College ook mee aan het NK scholenploegenachtervolging.
Hoekstra ging per oktober 2020 schaatsen bij KNSB Talent Team Noord en verhuisde daarvoor naar Heerenveen. Samen met een verandering van studie – ze ging na het havo een hbo-opleiding verpleegkunde volgen – en haar drang om zich te bewijzen ging haar schaatsontwikkeling aanvankelijk stroef.
Eind januari 2021 liep Hoekstra COVID-19 op, waardoor ze tot in de zomerperiode problemen had met haar ademhaling.
Ze startte in oktober 2021 op de 500 meter op de NK Afstanden 2022. Hoekstra reed met 38,79 een nieuw persoonlijk record en tevens de snelste juniorentijd van het seizoen op de 500 meter.
Ze werd door de bondscoach geselecteerd voor de Wereldbeker schaatsen junioren. Hier reed ze op 27 november 2021 de 1000 meter (in 1.19,58) en de dag erna de 500 meter (38,818) bij de vrouwen junioren, waar ze respectievelijk achtste en derde werd.

## Records

### Persoonlijke records[6]
| Afstand    | Tijd    | Datum             | Baan       |
| ---------- | ------- | ----------------- | ---------- |
| 500 meter  | 38,58   | 29 oktober 2022   | Heerenveen |
| 1000 meter | 1.19,18 | 4 december 2021   | Inzell     |
| 1500 meter | 2.04,42 | 25 september 2022 | Heerenveen |
| 3000 meter | 4.32.90 | 8 oktober 2022    | Heerenveen |

## Resultaten
| Jaar | NK Afstanden | WK Junioren                      |
| ---- | ------------ | -------------------------------- |
| 2022 | 16e 500m     | 5e 500m · 10e 1000m · teamsprint |
| 2023 | 14e 500m     |                                  |
|      |              |                                  |
| 2025 | 20e 500m     |                                  |